# 毛亨
毛亨（？—？），秦末汉初学者，是“毛詩”的開創者。毛遂侄儿，战国末期赵人（今河北省邯郸市鸡泽县）。

## 主要成就
據稱其詩學傳自子夏，作《毛詩古訓傳》，傳授侄兒毛萇。時人謂毛亨為大毛公，毛萇為小毛公。古時有四家為《詩經》作注，齊、魯、韓三家詩從西晉到宋先後失傳，現僅存《韓詩外傳》六卷，只有毛亨、毛萇叔侄作注的“毛詩”流傳下來。鄭玄作箋、孔穎達作疏，成就了《毛詩正義》。

## 故里之争
关于毛亨的故里，尚有争议，一说河北省邯郸市鸡泽县，还有今山东曲阜。不过2008年，中国毛氏研究会给河北鸡泽县颁发证书，确认邯郸鸡泽是毛遂故里，而毛亨又是毛遂侄儿，鸡泽以“毛”命名的只有这一个村—毛官营，这表示毛官营即毛遂故里得到确认。